# Sevillana

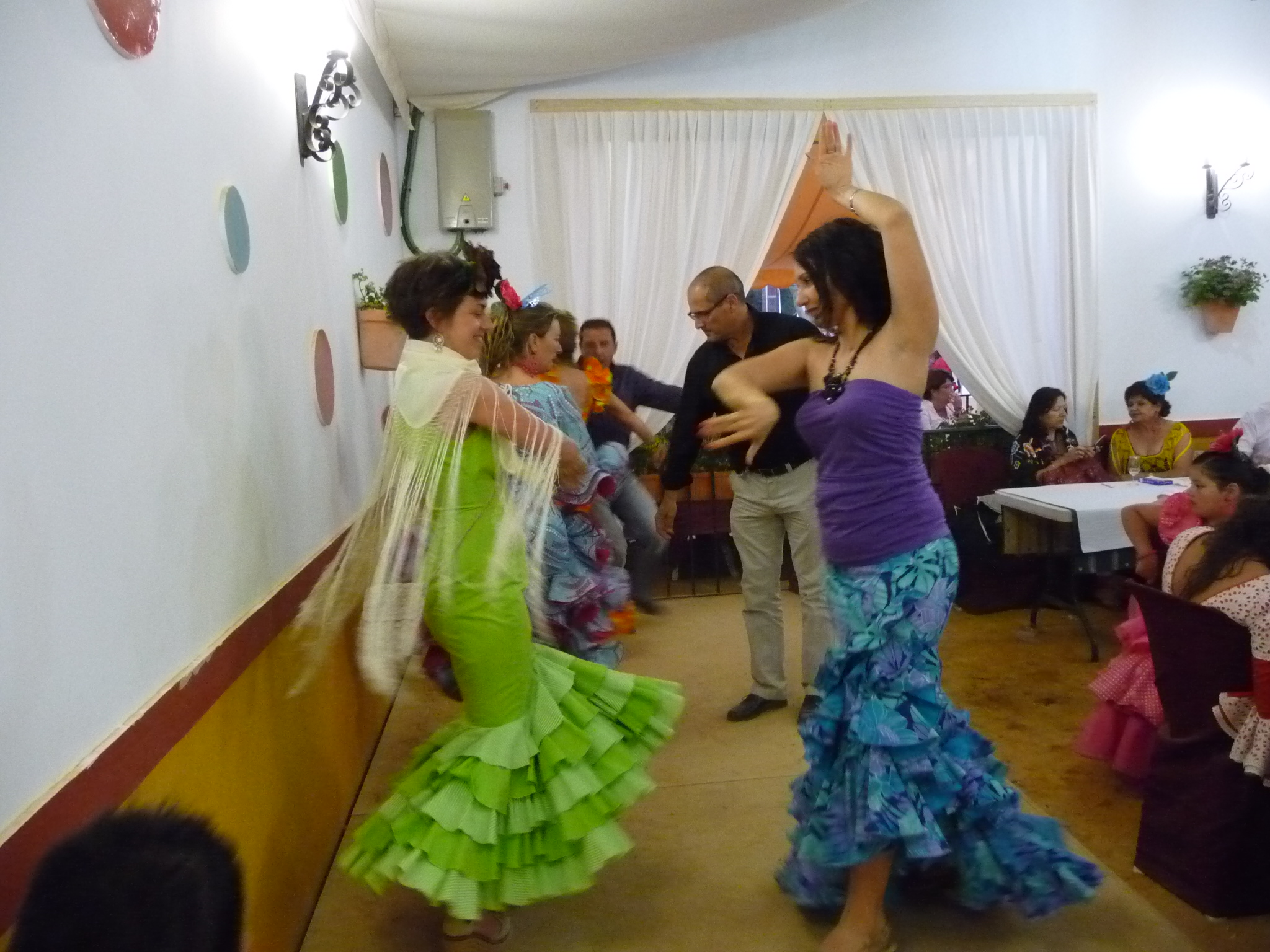
Kvinnor som dansar Sevillana i samband med Jerez årliga festival, 2012.

Sevillana är en populär flamencodans som främst dansas i Andalusien, Spanien. Dansen kan dansas såväl i par som enskilt och är populär bland både ungdomar och äldre. Den dansas på diskotek såväl som under religiösa högtider såsom Stilla veckan (Semana Santa). Det är också en vanlig uppvisningsdans och då är den ofta teatralisk. Dansen kännetecknas av att de dansande har stolt hållning, höga armrörelser och typiska handledsrullningar. Rytmen i dansen är 3/4 eller 6/8.